# Big Mac Index

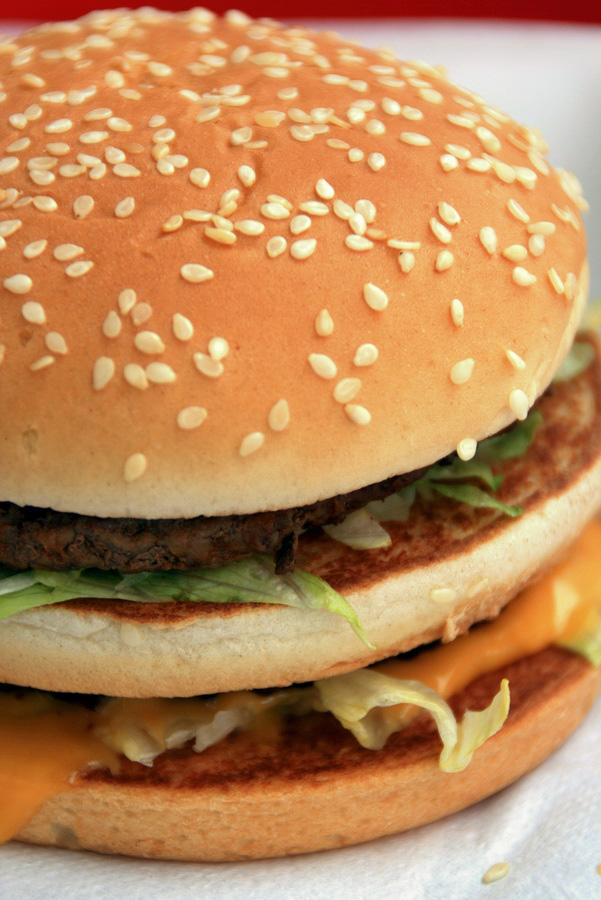
Big Mac

Big Mac index neboli hamburgerový index je srovnání cen sendviče Big Mac společnosti McDonald's v různých zemích. Vytváří jej časopis The Economist již od roku 1986.
Tento ekonomický ukazatel vychází z teorie parity kupní síly, podle níž by identické výrobky měly po přepočtu měnovým kurzem v různých zemích stát stejně. Proto lze srovnáním místních cen Big Macu ukázat cenové hladiny v jednotlivých státech světa. Díky tomu lze zjistit případné nadhodnocení či podhodnocení měnového kurzu. Big Mac byl pro tento účel vybrán proto, že je prodáván celosvětově identickým postupem.
Například v červenci 2008 byla česká koruna Big Mac indexem označena za nadhodnocenou, což se potvrdilo depreciací koruny v následující měsících. K 19. lednu 2009 již byla podle aktuálního indexu koruna podhodnocena.

## Big Mac index z 9. 6. 2005
| stát           | cena v dolarech | rozdíl oproti USA (%) |
| -------------- | --------------- | --------------------- |
| USA            | 3,06            |                       |
| Austrálie      | 2,50            | −18                   |
| Velká Británie | 3,44            | +12                   |
| Kanada         | 2,63            | −14                   |
| Čína           | 1,27            | −59                   |
| Česko          | 2,30            | −25                   |
| Eurozóna       | 3,58            | +17                   |
| Maďarsko       | 2,60            | −15                   |
| Japonsko       | 2,34            | −23                   |
| Rusko          | 1,48            | −52                   |
| Švýcarsko      | 5,05            | +65                   |
| Turecko        | 2,92            | −5                    |

## Vývoj cen Big Maců
Ceny uvedeny v USD.
|                | 2004 | 2005 | 2006 | 2007 | 2008 | 2009 |
| -------------- | ---- | ---- | ---- | ---- | ---- | ---- |
| ČR             | 2,45 | 2,60 | 2,67 | 2,51 | 4,56 | 3,13 |
| eurozóna       | 3,75 | 3,51 | 3,77 | 4,17 | 5,34 | 4,50 |
| USA            | 3,00 | 3,15 | 3,10 | 3,41 | 3,57 | 3,54 |
| Velká Británie | 3,61 | 3,32 | 3,65 | 4,01 | 4,57 | 3,33 |
| Polsko         | 2,06 | 2,09 | 2,10 | 2,51 | 3,45 | 2,14 |